# Phytobia harai
Phytobia harai är en tvåvingeart som beskrevs av Mitsuhiro Sasakawa 1994. Phytobia harai ingår i släktet Phytobia och familjen minerarflugor. Inga underarter finns listade i Catalogue of Life.